# Маргарет Тюдор
Маргарет Тюдор е английска принцеса и кралица на Шотландия – съпруга на шотландския крал Джеймс IV.

## Произход
Родена е на 28 ноември 1489 г. в двореца Ричмънд, Лондон. Тя е най-голямата дъщеря на английския крал Хенри VII и на съпругата му Елизабет Йоркска. Маргарет е по-голяма сестра на крал Хенри VIII.

## Кралица на Шотландия (1502 – 1513)
Съгласно условията на сключения през 1502 г. Англо-шотландски мирен договор Маргарет е сгодена за шотландския крал Джеймс IV. Принцесата пристига в Шотландия през лятото на 1503 и се омъжва за Джеймс IV на 8 август 1503 в Холирудското абатство в Единбург.
След смъртта на баща ѝ Хенри VII на английския престол се възкачва братът на Маргарет – Хенри VIII. При новия английски крал англо-шотландските отношения рязко се влошават. Хенри VIII скоро се впуска във война със стария шотландски съюзник Франция. Отношенията между Лондон и Единбург се обтягат допълнително и поради продължителната липса на мъжки наследник у Хенри VIII, което правило Маргарет потенциален наследник на английския престол след смъртта на брат ѝ. Претенциите на шотландската кралица проличават и от това че роденият ѝ през 1509 г. син е кръстен с името на легендарния английски крал Артур. Маргарет се опитва да убеди съпруга си да не се впуска във война с Англия, но през 1513 г. Джеймс IV напада Англия и е убит в битката при Флодън Филд.

## Регент на Шотландия
След смъртта на Джеймс IV на шотландския престол се възкачва малолетният им син Джеймс V, от чието име като регент по волята на покойния крал започва да управлява Маргарет. Английският произход на кралицата и вторият ѝ брак с Арчибалд Дъглас, граф Ангас, от 1514 г. настройват много от шотландските благородници срещу кралицата майка. В резултат през 1515 г. регентския пост преминава в ръцете на Джон Стюарт, херцог на Олбани.
При управлението на Олбани Маргарет се намира в опозиция на профренската политика на регента. Същевременно Маргарет отстъпва и мястото си на водач на проанглийската партия, която е оглавена от втория ѝ съпруг. Отношенията между Маргарет и Арчибалд Дъглас обаче се влошават и през 1517 г. кралицата започва процедура за развод.
През 1524 г., с помощта на граф Джеймс Хамилтън, Маргарет организира заговор срещу херцог Олбани, който по това време е във Франция, и отново заема регентския престол. Под натиск от различни страни Маргарет е принудена да назначи Арчибалд Дъглас в регентския съвет през февруари 1525 г. Възползвайки се от положението, Дъглас похищава краля и отстранява Маргарет и Хамилтън от управлението, което запазва за себе си в продължение на 3 години. Това развитие на нещата принуждава Маргарет да се съобрази с новото разпределение на силите и тя е принудена да потърси помощ от херцог Олбани, който се застъпва за Маргарет пред Римската курия. Така през март 1527 г. папа Климент VII разтрогва брака на Маргарет и Арчибалд Дъглас. Няколко месеца след развода Маргарет се омъжва за Хенри Стюарт, въпреки протестите на брат си Хенри VIII и срещу решението на Папата.

## Следващи години
През 1528 г. след успешен заговор, в който участва и майка му, Джеймс V успява да се освободи от Арчибад Дъглас, който е изпратен в изгнание, и поема управлението на Шотландия изцяло в свои ръце. Маргарет и Хенри Стюарт стават най-близките съветници на краля. Тогава, търсейки подновяването на англо-шотландския договор от 1502, Маргарет предлага на сина си да се ожени за племенницата ѝ Мери (Мария I Тюдор). Подобряването на отношенията между Лондон и Единбург става главна цел в политиката на Маргарет. Джеймс V е подозрителен към вуйчо си, който подкрепя Дъглас, но под натиска на майка си се съгласява да се срещне с Хенри VIII. В крайна сметка срещата не се осъществява, тъй като Джеймс се вслушва в призива на шотландските лордове да не се поддава на натиска на Маргарет. Постепенно отношенията между Джеймс V и Маргарет се охлаждат. Джеймс отказва да подкрепи майка си и в опита ѝ да се разведе с третия си съпруг, разочарованието ѝ от когото е по-голямо и от това, което ѝ е причинил Арчибалд Дъглас. Отчаяна, Маргарет дори бяга от Единбург и се опитва да достигне границата с Англия, но е заловена и върната обратно.
През юни 1538 г. Маргарет посреща новата си снаха – Мари дьо Гиз, в Единбург. За изненада на много от придворните между английската свекърва и френската снаха се установяват доста топли отношения. Мари държи свекърва ѝ редовно да се явява в кралския двор.
Маргарет умира от сърдечен удар в замъка Митвън, Пъртшир, на 18 октомври 1541 г. Династията на брат ѝ в Англия приключва с бездетната Елизабет I, поради което короната на Англия преминава в ръцете на потомците на Маргарет.

## Деца
Маргарет ражда на Джеймс IV шест деца:
- Джеймс (1507 – 1508)
- дъщеря (1508)
- Артур (1509 – 1510)
- Джеймс V (1512 – 1542)
- дъщеря (1512)
- Алекзандър Стюарт (1514 – 1515)

От Арчибалд Дъглас Маргарет ражда една дъщеря:
- Маргарет Дъглас (1515 – 1578), омъжена за Матю Стюарт, граф Ленъкс. Синът им Хенри Стюарт, лорд Дарнли се жени за шотландската кралица Мария Стюарт.